# 萨义德·阿赫穆德·盖拉尼
萨义德·阿赫穆德·盖拉尼（英語：Sayyid Ahmed Gailani；普什圖語：‎；波斯語：‎；1932年—2017年1月21日），是阿富汗卡得里亚苏菲教派的领袖、阿富汗伊斯兰民族阵线的创始人。